# ウェセックス (駆逐艦・2代)
|          | |
| 艦歴     | |
| 発注     | 1941年12月3日 |
| 起工     | 1942年10月25日 |
| 進水     | 1943年9月2日 |
| 就役     | 1944年5月11日 |
| 退役     | 1946年1月 |
| その後   | 1950年3月29日に南アフリカ海軍に売却 1980年3月25日に標的艦として海没処分 |
| 除籍     | |
| 性能諸元 | |
| 排水量   | 1,710トン 満載：2,530トン |
| 全長     | 362 ft 9 in (110.57 m) |
| 全幅     | 35 ft 8 in (10.87 m) |
| 吃水     | 10 ft (3.0 m) |
| 機関     | 蒸気タービン2基 |
| 最大速   | 37ノット (69 km/h) |
| 乗員     | 185名 |
| 兵装     | 119mm(4.7 in) Mark IX 単装砲 4基 4連装 QF 2ポンド Mk.VIII 対空砲 1基 またはボフォース 40mm Mk.IV 対空砲 2基 連装エリコンFF 20 mm 機関砲 4基 533mm（21 in）4連装魚雷発射管 2基 爆雷軌条2軌 |

ウェセックス (HMS Wessex, R78) は、イギリス海軍の駆逐艦。W級。当初はゼニス (HMS Zenith) と命名されたが、進水前の1943年1月に改名された。

## 艦歴
「ウェセックス」は、1942年10月25日にゴーヴァンのフェアフィールド・シップビルディング社で起工した。1943年9月2日に進水し、1944年5月11日に就役する。就役後は本国艦隊の第3駆逐艦戦隊に配属された。同戦隊は1944年6月6日のノルマンディ上陸作戦において、本国艦隊の艦艇護衛を担当した。
7月に「ウェセックス」は第27駆逐艦戦隊に転属となり、東洋艦隊との任務の準備に入った。8月にポーツマスで修理を完了し、8月4日に「ウェルプ」と共に出航を経て、セイロン島で東洋艦隊と合流した。
9月から10月にかけてインド洋での船団護衛任務に従事し、メリディアン作戦をはじめとする各種作戦に参加するイギリス空母部隊の護衛を担当した。
1945年、「ウェセックス」はイギリス太平洋艦隊の1隻として護衛任務を継続し、同様にレーダーピケット任務にも従事した。終戦近くにオークランドにおいて改装が行われた。

### 戦後
戦後「ウェセックス」は戦時捕虜の帰国任務に従事し、1945年10月27日まで占領軍の支援を担当した。その後、オーストラリアを経由して帰国し、12月28日にデヴォンポート海軍基地に到着した。
1946年1月に予備役となり、プリマスで保管される。1948年に南アフリカのサイモンズタウンへ配属となる。
ウェセックスは1950年3月29日に南アフリカ海軍に移管され、「ヤン・ファン・リーベック (SAS Jan van Riebeeck)」と改名された。1964年から1966年にかけて部分的な改修を受け、フリゲートへと近代化された。
現役勤務を1978年まで続けた後、廃棄処分リスト入りし、1980年3月25日にミサイル標的艦として海没処分された。